# Блан, Анне-Мари
А́нне-Мари́ Блан (нем. Anne-Marie Blanc; 2 сентября 1919, Веве, Во, Швейцария — 5 февраля 2009, Цюрих, Швейцария) — швейцарская актриса.

## Биография
Анне-Мари Блан родилась 2 сентября 1919 года в Веве (кантон Во, Швейцария). Она окончила начальную школу и гуманистическую гимназию в Берне. Актёрское образование она получила у Эрнста Гинсберга и Вольфганга Хайнца.
Её дебют состоялся в 1932 году в Бернском театре, в 1938—1952 годы она была членом «Schauspielhaus Zurich». Затем она выступала в городском театре и комедии Базеле, в театре Люцерна и, в частности, в театре «Atelier» в Берне. Также играла в немецких и австрийских театрах в Штутгарте, Дюссельдорфе, Гамбурге, Мюнхене, Берлине, Вене и Инсбруке, а также на фестивалях. Появилась во множестве фильмах, а также в телевизионных драмах ZDF, ARD и DRS. Всего, она сыграла в более чем 250-ти ролей в театре, кино и на телевидении.
Анне-Мари была замужем за актёром Хенрихом Фютером (1911—1979) до его смерти 13 октября 1979 года. У супругов родилось три сына, включая кинопродюсера Петера-Кристиана Фютера (род. 28.12.1941).
89-летняя Анне-Мари скончалась 5 февраля 2009 года в Цюрихе (Швейцария) и была похоронена 9 дней спустя.